# Karin Ehrich
Karin Ehrich (* 1954) ist eine deutsche Historikerin und Sachbuch-Autorin.

## Leben
Die 1954 geborene Karin Ehrich besuchte nach ihrem Schulabschluss die Universität Bielefeld, wo sie die Fächer Englisch, Geschichte und Pädagogik studierte und 1994 ihre Dissertation schrieb unter dem Titel Städtische Lehrerinnenausbildung in Preussen. Eine Studie zu Entwicklung, Struktur und Funktionen am Beispiel der Lehrerinnen-Bildungsanstalt Hannover 1856–1926.
Nach Tätigkeiten als wissenschaftliche Mitarbeiterin an der Universität Bielefeld sowie der Leuphana Universität Lüneburg begann Karin Ehrich 1997 ihre Arbeit als freiberufliche Historikerin in der niedersächsischen Landeshauptstadt Hannover.

## Schriften (Auswahl)
- Städtische Lehrerinnenausbildung in Preussen. Eine Studie zu Entwicklung, Struktur und Funktionen am Beispiel der Lehrerinnen-Bildungsanstalt Hannover 1856–1926 (= Europäische Hochschulschriften, Reihe 11: Pädagogik, Bd. 641), Dissertation 1994 an der Universität Bielefeld, Frankfurt am Main; Berlin; Bern; New York, NY; Paris; Wien: Lang, 1995, ISBN 978-3-631-48295-7 und 3-631-48295-7; Inhaltsverzeichnis
- Die Ilseder Hütte. Erlebte Industriegeschichte, Hrsg. vom Förderverein „Haus der Geschichte“ Ilseder Hütte, Erfurt: Sutton, 2006, ISBN 978-3-89702-935-4 und ISBN 3-89702-935-9; Inhaltsverzeichnis und Inhaltstext
- Amelie Ubbelohde – eine eigenwillige Frau und ihre Unternehmungen in Sachen Torf, Hrsg.: Stiftung Kulturregion Hannover (Torfmuseum Neustadt), Hannover: Stiftung Kulturregion Hannover, 2008
- Die Frauen im Rat der Landeshauptstadt Hannover 1946 bis 2011: Wege, Ziele, Erfolge. (= Hannoversche Geschichtsblätter, Beiheft 6) Hrsg.: Landeshauptstadt Hannover Hannover, Stadtarchiv Hannover, Hannover: Hahnsche Buchhandlung und Verlag, 2011, ISBN  	978-3-7752-5981-1; Inhaltsverzeichnis